# Grabež
Grabež (szerbül: Грабеж) falu Bosznia-Hercegovinában, Bihács községben, a Bosznia-hercegovinai Föderáció Una-Szanai kantonjában. 

## Fekvése
Bihács központjától légvonalban és közúton 7 km-re keletre fekszik. A Grmeč-hegység lejtői a Drenova Tijesno nevű helyről nyugatra Grabeška brda, azaz Grabeži-hegy néven ereszkednek tovább a Bihácsi-völgy felé. A Bosanska Krupa felőli régi út vezet át rajta Bihács felé. Az út mentén található a közelmúltbeli Grabež település. Stublić és Točak nevű forrásainak vize a Ružica folyóba ömlik. A falu két részből, Grabežből és Drenovo Tijesnóból áll.

## Népessége
| Nemzetiségi csoport | Népesség 1991 | Népesség 2013 |
| ------------------- | ------------- | ------------- |
| Szerb               | 7             | 0             |
| Bosnyák             | 0             | 0             |
| Horvát              | 0             | 0             |
| Jugoszláv           | 0             | 0             |
| Egyéb               | 0             | 0             |
| Összesen            | 7             | 0             |

## Története
A település elnevezése a kis erdei legelőről származik, amelyet grabežnek neveznek. Lakói főleg állattenyésztéssel foglalkoztak. A faluban két mészéhető kemence is volt és meszet árusítottak. A drenovo tijesnói csendőrlaktanya közelében egy példaértékű méhészet is működött, amely többnyire hársmézet termelt, mivel a környező erdőkben sok volt a hársfa. Volt egy Razboj, illetve
Bunića Razboj nevű helye, ahol a törökökre és a kereskedőkre banditák, vagy ami a leggyakoribb volt lázadó hajdúk csaptak le.